# Emanuel Ehrfurt

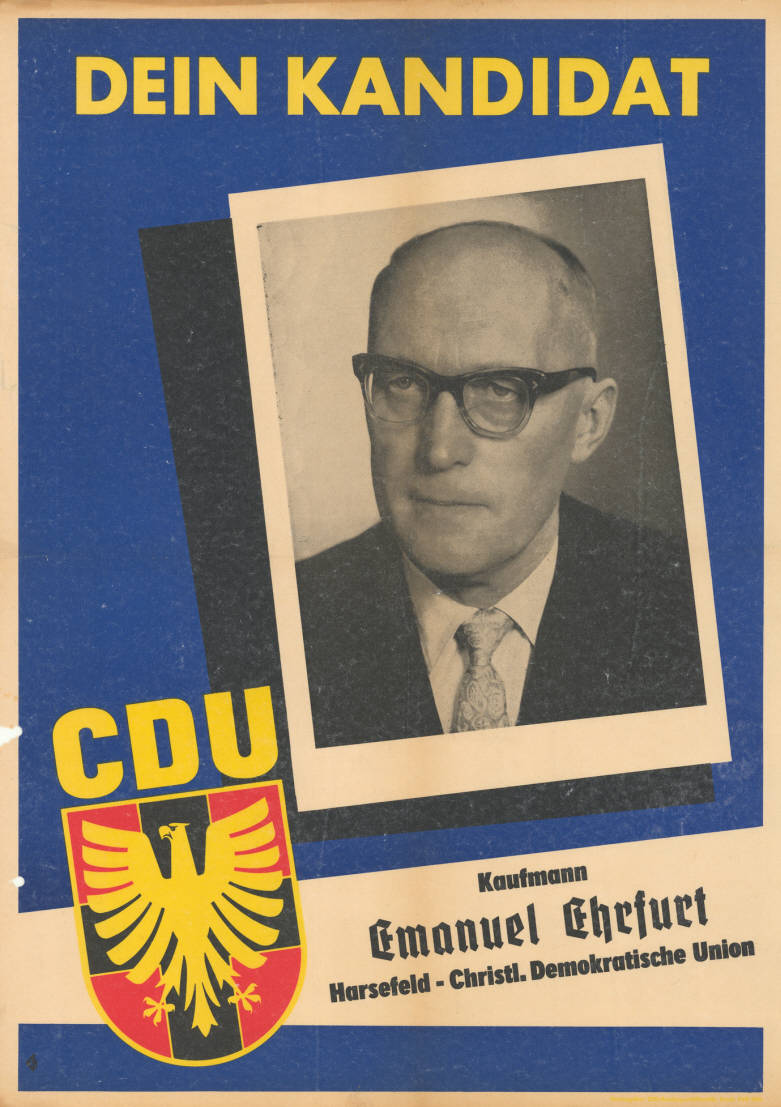
Emanuel Ehrfurt auf einem Wahlplakat zur Landtagswahl 1959

Emanuel Ehrfurt (* 26. März 1903 in Alt-Rothwasser, Kreis Freiwaldau; † 27. November 1975 in Stade) war ein deutscher Politiker (NSDAP/CDU) und Abgeordneter des Niedersächsischen Landtages.
Ehrfurt beantragte am 5. Januar 1939 die Aufnahme in die NSDAP und wurde rückwirkend zum 1. Dezember 1938 aufgenommen (Mitgliedsnummer 6.700.890). Als Wohnadresse ist auf seiner NSDAP-Mitgliedskarte ab 1940 angegeben: „NSDAP Kreisltg. in Neutitschein Gau Sud.Land“, was auf eine entsprechende Funktion hindeutet. 
Ehrfurt war von Beruf Kaufmann und Kreisgeschäftsführer der CDU-Kreisgeschäftsstelle Stade.
Er war vom 14. Mai 1962 bis 5. Mai 1963 Mitglied des Niedersächsischen Landtages (4. Wahlperiode).